# Jorge Olivera Rovere
Jorge Olivera Róvere, né en 1928 et mort le 14 février 2015, est un général argentin à la retraite. Il s'agit d'un des chefs militaires de la dictature argentine. 
Il est accusé de l'enlèvement et de la disparition de 60 personnes dont l'écrivain Haroldo Conti, enlevé le 5 mai 1976. Son procès, rendu possible par la révocation de la loi d'amnistie, est le plus important procès depuis celui de 1985 contre les chefs militaires de la dictature argentine.
Il est le père de Jorge Antonio Olivera, condamné entre autres pour la disparition de Marie-Anne Erize.
Il est condamné ainsi que son ancien bras droit Guillermo Suarez Mason (en), et son second, le général Bernardo José Menéndez (alors colonel), en octobre 2009 à la prison à perpétuité, par le tribunal fédéral no 5 en Argentine, pour crimes contre l'humanité, dont l'assassinat des deux parlementaires. Toutefois, Róvere et José Menéndez demeurent libres tant que la peine n'est pas confirmée en appel.
Il meurt le 14 février 2015 à l'âge de 87 ans.